# Стрілка гарна
Стрілка гарна (Coenagrion scitulum) — вид бабок родини стрілкових (Coenagrionidae).

## Поширення
Вид поширений в Європі, Північній Африці, Західній та Середній Азії на схід до Таджикистану. В Україні дуже рідкісний вид, який знайдений в дельті Дніпра, в Одеській, Херсонській, Чернігівській, Донецькій області та Криму.

## Опис
Тіло завдовжки 30-33 мм, довжина черевця 20-27 мм, довжина заднього крила 14-20 мм. Черевце довге й тонке. Середня лопать передньоспинки трикутної форми. Малюнок на II тергіті черевця має вигляд чаші. У самця на черевних сегментах зверху переважає чорний колір забарвлення; тільки передня частина сегментів блакитного кольору, один із сегментів зверху цілком чорного кольору. Кінець черевця блакитний, за винятком чорних анальних придатків. У самців верхні анальні придатки довші нижніх, на кінці загнуті і загострені. У самиці всі сегменти черевця чорні з зеленою плямою в передній частині.